# Bupleurum kaoi
Bupleurum kaoi là một loài thực vật có hoa trong họ Hoa tán. Loài này được Liu, C.Y.Chao & Chuang mô tả khoa học đầu tiên năm 1961.